# (37267) 2000 XJ23
2000 XJ23 (asteroide 37267) é um asteroide da cintura principal. Possui uma excentricidade de 0.17375770 e uma inclinação de 12.40353º.
Este asteroide foi descoberto no dia 4 de dezembro de 2000 por LINEAR em Socorro.